# Quatro Estações (turnê)
Quatro Estações foi a quinta turnê realizada pela dupla brasileira Sandy & Junior, lançada em suporte ao álbum As Quatro Estações (1999). Foi iniciada no dia 30 de junho de 2000, na casa de shows Olympia, em São Paulo. Na mesma cidade, no dia 17 de julho de 2000, ocorreu a gravação do álbum de vídeo Quatro Estações: O Show (2000), o segundo projeto ao vivo da dupla. A turnê foi finalizada em dezembro de 2001.

## Desenvolvimento e recepção
O show foi dirigido por Flávia Moraes (que dirigiu os clipes de "Aprender A Amar" e "As Quatro Estações") e trouxe inovações, como o efeito de neve, folhas no outono, cheiro de coco representando o verão e vários efeitos especiais utilizando telões.
Para o show do Rock in Rio III, em janeiro de 2001, o concerto foi adaptado, mudando-se inclusive o palco e a seleção de canções. A revista britânica NME elogiou a produção do show e a apresentação da dupla no Rock in Rio, enquanto Silvio Essinger, do CliqueMusic, afirmou que eles não surpreenderam e "foram tudo o que se esperava". Neil Strauss, do The New York Times, descreveu o concerto da dupla como o "ápice da noite".
Pedro Justino Alves, do jornal português Diário Digital, notou que a setlist do show foi montada estrategicamente para que cada estação pudesse ser bem representada: "as [canções] mais alegres remetem-nos para o Verão, enquanto as mais calmas convidam-nos para o sossego de uma lareira." O espetáculo da dupla foi visto por mais de 8 milhões de pessoas, o que representava (em 2000) 5% da população brasileira.
José Teles, do Jornal do Commercio, escreveu sobre o concerto e a performance de Sandy e Junior: "Tudo em As Quatro Estações é milimetricamente calculado. Da expectativa que despertam nos fãs, nos dez minutos que precedem a abertura da apresentação à entrada triunfal no palco, até as falas aparentemente coloquiais de Sandy. [...] Se Sandy é mais carismática, Junior mostra-se mais versátil e mais solto no palco. Dança melhor do que os bailarinos, toca bateria com competência..."

## Roteiro Inicial
- Pra Esquentar
- Eu Acho que Pirei
- Com Você (I'll Be There)
- You're My # 1
- Beijo é Bom

Outono
- Olha o que o Amor me Faz
- Inesquecível (Incancellabile)
- Aprender a Amar
- Imortal (Immortallity)
- Dig-Dig-Joy (solos das Backing vocals)

Inverno
- As Bachianas Nº 5 (Ária Cantilena - 1ª Parte)
- Fascinação (Fascination)
- Em Cada Sonho (O Amor Feito Flecha) (My Heart Will Go on)

Primavera
- Bye, Bye
- No Fundo do Coração (Truly, Madly, Deeply)
- Não Ter
- Smooth
- As Quatro Estações

Bis - Verão
- Vai Ter que Rebolar
- Eu Quero Mais
- Vâmo Pulá!

1. Vamô Pulá!
2. Beijo È Bom
3. Olha O Que O Amor Me Faz
4. Enrosca
5. Imortal
6. Tema Do Rock In Rio
7. Dig Dig Joy
8. Fascinação
9. Em Cada Sonho
10. A Lenda
11. No Fundo Do Coração
12. Smooth
13. As Quatro Estações
14. Vai Ter Que Rebolar
15. Eu Quero Mais

## Banda
- Bateria: Otávio de Moraes
- Baixo: Edu Martins
- Baixo Acústico: Edu Martins
- Synth Bass: Edu Martins
- Guitarras: Fred Tangary, Edson Guidetti
- Violões: Fred Tangary, Edson Guidetti
- Teclados: Marcelo Ellias
- Percussão: Luís Carlos de Paula
- Backing Vocals: Tatiana Parra, Juliana Gargano
- Trompete: Paulinho Baptista, Daniel Alcântara
- Flugelhorn: Paulinho Baptista, Daniel Alcântara
- Sax: Ubaldo Versolato
- Flauta: Ubaldo Versolato
- Trombone: Marim Meira

## Datas
Datas de shows encontrados (Fonte Informativos Fique Ligado e Site Oficial)[carece de fontes?]
| Data                      | Cidade              | Local                                     |
| ------------------------- | ------------------- | ----------------------------------------- |
| 30 de junho de 2000       | São Paulo           | Olympia                                   |
| 1 de julho de 2000        | São Paulo           | Olympia                                   |
| 2 de julho de 2000        | São Paulo           | Olympia                                   |
| 7 de julho de 2000        | São Paulo           | Olympia                                   |
| 8 de julho de 2000        | São Paulo           | Olympia                                   |
| 9 de julho de 2000        | São Paulo           | Olympia                                   |
| 14 de julho de 2000       | São Paulo           | Olympia                                   |
| 15 de julho de 2000       | São Paulo           | Olympia                                   |
| 16 de julho de 2000       | São Paulo           | Olympia                                   |
| 12 de agosto de 2000      | Foz do Iguaçu       | —                                         |
| 13 de agosto de 2000      | Assis               | —                                         |
| 20 de agosto de 2000[A]   | Barretos            | Parque do Peão                            |
| 26 de agosto de 2000      | Sete Lagoas         | —                                         |
| 27 de agosto de 2000      | Ipatinga            | —                                         |
| 2 de setembro de 2000     | Passos              | —                                         |
| 3 de setembro de 2000     | Uberlândia          | Parque de Exposições Camaru               |
| 7 de setembro de 2000     | Cabo Frio           | Praia do Forte                            |
| 9 de setembro de 2000     | Varginha            | Estádio Municipal de Varginha             |
| 10 de setembro de 2000    | Catanduva           | —                                         |
| 16 de setembro de 2000    | Franca              | Estádio José Lancha Filho                 |
| 17 de setembro de 2000    | Limeira             | —                                         |
| 23 de setembro de 2000    | Brasília            | Ginásio Nilson Nelson                     |
| 7 de outubro de 2000      | São Paulo           | Olympia                                   |
| 8 de outubro de 2000[B]   | São Paulo           | Olympia                                   |
| 12 de outubro de 2000     | Rio de Janeiro      | ATL Hall                                  |
| 13 de outubro de 2000     | Rio de Janeiro      | ATL Hall                                  |
| 14 de outubro de 2000     | Rio de Janeiro      | ATL Hall                                  |
| 15 de outubro de 2000     | Rio de Janeiro      | ATL Hall                                  |
| 21 de outubro de 2000     | Piracicaba          | —                                         |
| 22 de outubro de 2000     | Ribeirão Preto      | —                                         |
| 28 de outubro de 2000     | Florianópolis       | Estádio Orlando Scarpelli                 |
| 11 de novembro de 2000    | Bauru               | —                                         |
| 12 de novembro de 2000    | São José dos Campos | Estacionamento do Shopping Colinas        |
| 14 de novembro de 2000    | São Gonçalo         |                                           |
| 18 de novembro de 2000    | Juiz de Fora        | Estádio Doutor José Procópio Teixeira     |
| 19 de novembro de 2000    | Rio de Janeiro      | Estádio Ítalo del Cima                    |
| 25 de novembro de 2000    | Taquara             | —                                         |
| 26 de novembro de 2000    | Caxias do Sul       | —                                         |
| 10 de dezembro de 2000    | Taubaté             | Estádio Joaquim de Morais Filho           |
| 16 de dezembro de 2000    | São Paulo           | Estádio do Pacaembu                       |
| 18 de janeiro de 2001[C]  | Rio de Janeiro      | Cidade do Rock                            |
| 7 de abril de 2001        | Porto Alegre        | Gigantinho                                |
| 8 de abril de 2001        | Curitiba            | Jockey Club do Paraná                     |
| 21 de abril de 2001[D]    | Jales               | Recinto de Exposições Juvenal Giraldelli  |
| 22 de abril de 2001       | Itapetininga        | —                                         |
| 6 de maio de 2001[E]      | Jaguariúna          | Red Eventos                               |
| 10 de junho de 2001       | Uberlândia          | Estádio Municipal Parque do Sabiá         |
| 16 de junho de 2001       | São Paulo           | Ginásio do Ibirapuera                     |
| 17 de junho de 2001[F]    | Americana           | Parque de Eventos CCA                     |
| 23 de junho de 2001       | Londrina            | Parque de Exposições Governador Ney Braga |
| 24 de junho de 2001       | Curitiba            | Expotrade                                 |
| 30 de junho de 2001       | Belo Horizonte      | Mineirinho                                |
| 1 de julho de 2001        | Ribeirão Preto      | Estacionamento do Novo Shopping           |
| 11 de outubro de 2001     | Recife              | Classic Hall                              |
| 12 de outubro de 2001     | Recife              | Classic Hall                              |
| 13 de outubro de 2001     | Recife              | Classic Hall                              |
| 14 de outubro de 2001[G]  | Fortaleza           | Marina Park                               |
| 27 de outubro de 2001     | Florianópolis       | Estádio Orlando Scarpelli                 |
| 28 de outubro de 2001     | Novo Hamburgo       | FENAC Centro de Eventos e Negócios        |
| 10 de novembro de 2001    | Araruama            | —                                         |
| 8 de dezembro de 2001     | Maringá             | —                                         |
| 9 de dezembro de 2001     | Cascavel            | —                                         |
| 14 de dezembro de 2001    | Aracaju             | Augustu's                                 |
| 15 de dezembro de 2001    | Maceió              | —                                         |
| 16 de dezembro de 2001[H] | João Pessoa         | Praia de Tambaú                           |
| 21 de dezembro de 2001    | Barbalha            | —                                         |
| 22 de dezembro de 2001    | Natal               | Estádio Machadão                          |

Observações
A Parte da "Festa do Peão de Barretos".
B Duas apresentações: 14h e 20h.
C Parte do "Rock in Rio".
D Parte da "Feira Agrícola, Comercial, Industrial e Pecuária de Jales".
E Parte do "Jaguariúna Rodeo Festival".
F Parte da "Festa do Peão de Americana".
G Parte do "Ceará Music".
H Gravado para um especial de fim de ano da Rede Globo, exibido em 23 de dezembro de 2001.